# Mielichhoferia secundifolia
Mielichhoferia secundifolia är en bladmossart som beskrevs av Theodor Carl Karl Julius Herzog 1909. Mielichhoferia secundifolia ingår i släktet kismossor, och familjen Bryaceae. Inga underarter finns listade i Catalogue of Life.